# Zulema Adams Pereyra
Olga Zulema Adams Pereyra (9 de julio de 1970) es una política mexicana, con anterioridad miembro del partido Movimiento Regeneración Nacional (Morena) y actualmente del de Movimiento Ciudadano. Ha sido presidenta municipal de Tecate, Baja California, y fue diputada federal para el periodo de 2021 a 2024.

## Biografía
Cuenta con estudios de Contabilidad. Miembro de Morena desde 2016, ese año fue elegida regidora del ayuntamiento de Tecate, que presidía Nereida Fuentes González del PRI. En las elecciones de 2019 fue elegida presidenta municipal de Tecate, asumiendo el cargo el 1 de octubre de 2019 para el periodo que culminaba en misma fecha de 2021.
Solicitó licencia al ayuntamiento entre el 3 y el 19 de abril de 2021 para buscar ser candidata de Morena a diputada federal por representación proporcional. Al resultar elegida a la LXV Legislatura solicitó licencia definitiva el 30 de agosto de ese año.
El día 1 de septiembre asumió como legisladora integrante del grupo parlamentario de Morena, ocupando los cargos de secretaria de la comisión de Asuntos Migratorios; y de integrante de las comisiones de Defensa Nacional; y de Presupuesto y Cuenta Pública. El 8 de marzo de 2023 anunció su renuncia a la militancia y grupo parlamentario de Morena y su integración en el de Movimiento Ciudadano.